# 武芸川町立博愛中学校
武芸川町立博愛中学校（むげがわちょうりつ はくあいちゅうがっこう）は、かつて岐阜県武儀郡武芸川町に存在した公立中学校。

## 概要
- 武儀郡武芸川町の南部（旧・南武芸村）が校区であった。武芸川町の校区再編により、武芸川町全域を校区とする武芸川町立武芸川中学校の新設により廃校。
- 武芸川町立博愛小学校に隣接し、跡地は博愛小学校の敷地の一部となっている。

## 沿革
- 1947年（昭和22年）4月 - 南武芸村立博愛中学校として開校。校舎は博愛小学校の一部を使用。
- 1948年（昭和23年）5月 - 取り壊した博愛小学校西舎（1886年完成）の跡地に校舎を新築。
- 1951年（昭和26年）4月 - 校舎を増築する。
- 1956年（昭和31年）9月29日 - 
  - 南武芸村と東武芸村が合併し、武芸村が発足。同時に武芸村立博愛中学校に改称する。南武芸村の一部（広見）は関市に編入されるが、引き続き博愛中学校に通学する（1957年3月31日まで）。
  - 山県郡美山村武儀郡武芸村学校組合立武芸中学校寺尾分校が博愛中学校に移管され、博愛中学校寺尾分校となる。
- 1964年（昭和39年） - 武芸村全域を校区とする新たな中学校の設立が決まる。
- 1965年（昭和40年）
  - 4月1日 - 武芸村が町制施行にともない改称し武芸川町となる。同時に武芸川町立博愛中学校に改称する。
  - 8月28日 - 寺尾分校を廃止。
  - 8月31日 - 武芸川町立武芸川中学校の新設により廃校。

## 寺尾分校
- 現在の岐阜県関市武芸川町谷口2316の住所地に存在していた分校。武芸川町立寺尾小学校に併設されていた。
- 1947年4月、東武芸村の東武芸村立東武芸中学校寺尾分校として開校。翌年、東武芸中学校と西武芸村立西武芸中学校の統合により武儀郡西武芸村東武芸村組合立武芸中学校寺尾分校となった。 1956年9月29日、南武芸村と東武芸村が合併し、武芸村が発足。同時に山県郡美山村武儀郡東武芸村学校組合立武芸中学校[注釈 2]から武芸村立博愛中学校に移管された。
- 武芸村全域を校区とする新たな中学校の設立により廃校が決まり、1965年（昭和40年）8月28日に廃校となった。
- 武芸川町立博愛中学校寺尾分校と称したのは、1965年4月1日、武芸村が町制施行にともない武芸川町に改称してから同年8月28日に廃校になるまでの、約5か月である。